# Wzgórze Lasoty w Krakowie
Wzgórze Lasoty – wzgórze w Krakowie należące do zespołu wapiennych wzgórz Krzemionek Podgórskich. Opisywane też było jako Lasotyn (1825), wzgórze Lassoty (1860), Góra św. Benedykta, wzgórze Lassota (Jerzy Gąssowski, 1960). Nazwa wzgórza pochodzi od starosłowiańskiego imienia Lasota.
Historyczne wzgórze Lasoty, na którym wznosi się Kopiec Krakusa, należało pierwotnie do rodziny Awdańców, polskiej szlachty pochodzenia skandynawskiego i nazwą upamiętnia komesa Lassotę Lassote castellanus Cracovie.
Na wzgórzu w X lub XI w. zbudowano romańską rotundę połączoną z palatium. Na jej fundamentach w XII w. wybudowano niewielki kościół św. Benedykta. W latach 1853–1856 w pobliżu kościółka zbudowano Fort 31 „Benedykt” stanowiący element austriackiej Twierdzy Kraków.
Na Wzgórzu Lasoty istniał jeden z najstarszych kamieniołomów Krakowa – Kamieniołom pod św. Benedyktem. Jego pozostałością jest wznoszący się nad ulicami Rękawka i Wielicka pionowy mur skalny. Jest on obiektem wspinaczki skalnej. Przez wspinaczy opisywany jest jako Niski Mur, Esteci i Skały za Szkołą.
Na południowo-wschodnim stoku wzgórza znajduje się Stary Cmentarz Podgórski założony w XVIII w.
W czasie II wojny światowej wzdłuż północnego stoku wzgórza przebiegała granica krakowskiego getta, w którym Niemcy zamordowali kilka tysięcy ludzi.
Obecnie na Wzgórzu Lasoty odbywają się coroczne obchody święta Podgórza, nawiązujący do tradycyjnych obchodów Rękawki festyn Tradycyjne Święto Rękawki, a także święta rodzimowierców oraz neopogan.
Na wzgórzu znajduje się także plac Lasoty ukształtowany na początku XX w. podczas budowy secesyjno-modernistycznego osiedla willowego (np. zabytkowa Willa Julia). Plac ten w latach 1923–1952 zwany był placem Lasoty, w latach 1952–1991 – placem Aleksandra Kostki-Napierskiego, a następnie ponownie został przemianowany na plac Lasoty.
Na murze oporowym Wzgórza Lasoty ciągnącym się wzdłuż al. Powstańców Śląskich w 2007 r. namalowano mural Silva Rerum przedstawiający historię Krakowa.

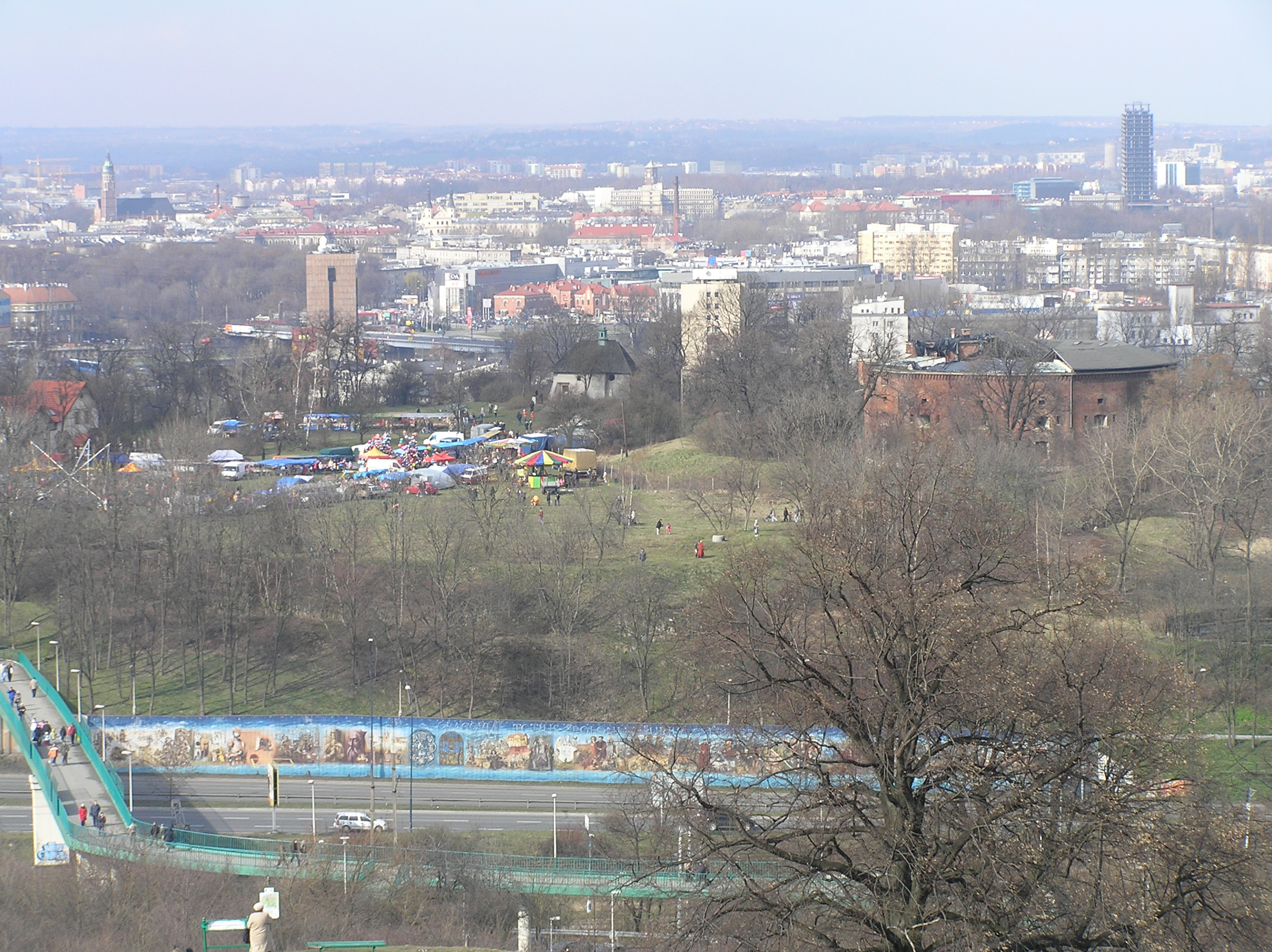
Wzgórze w czasie święta Rękawka
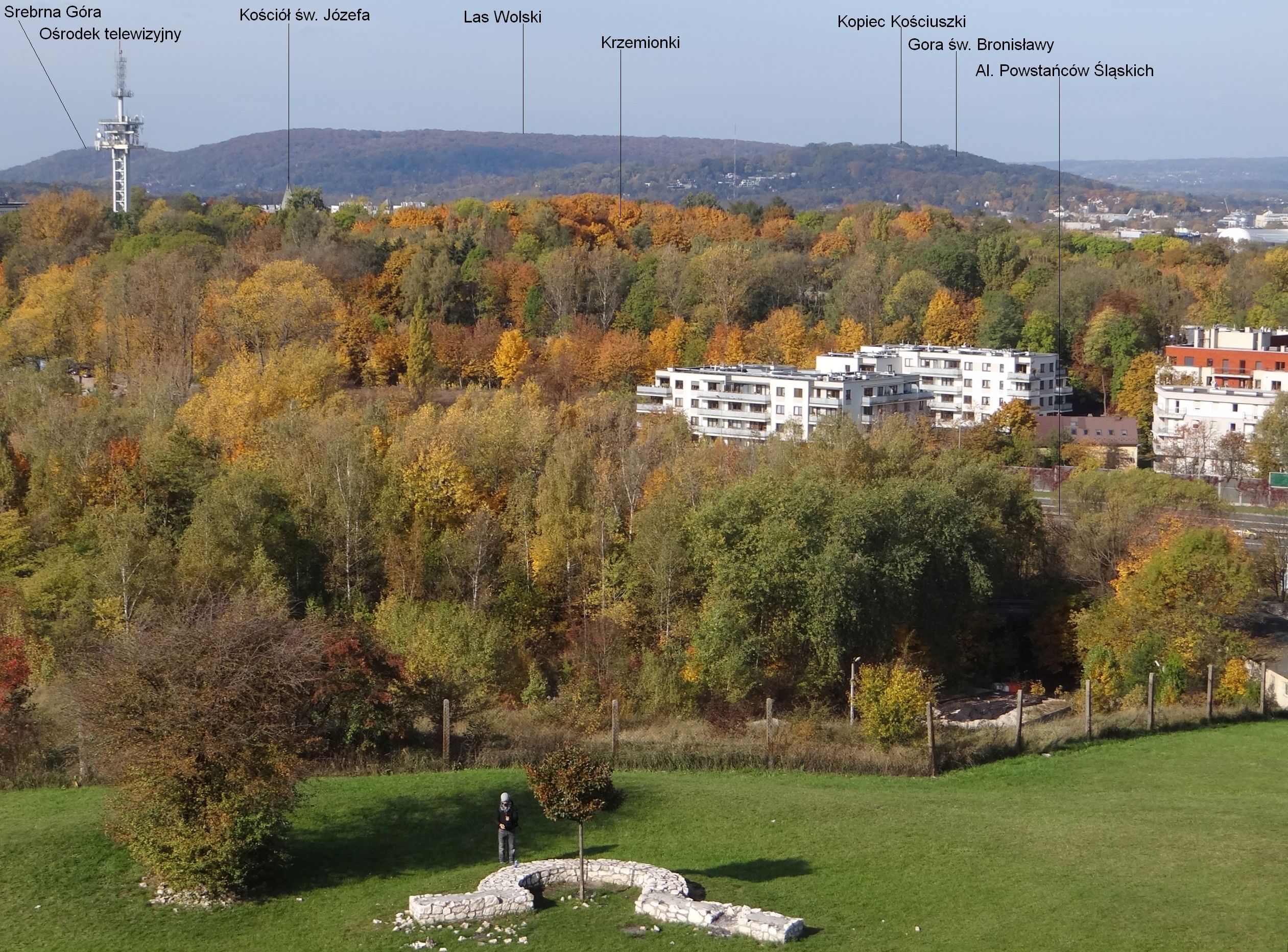
Widok na wzgórze z Kopca Krakusa
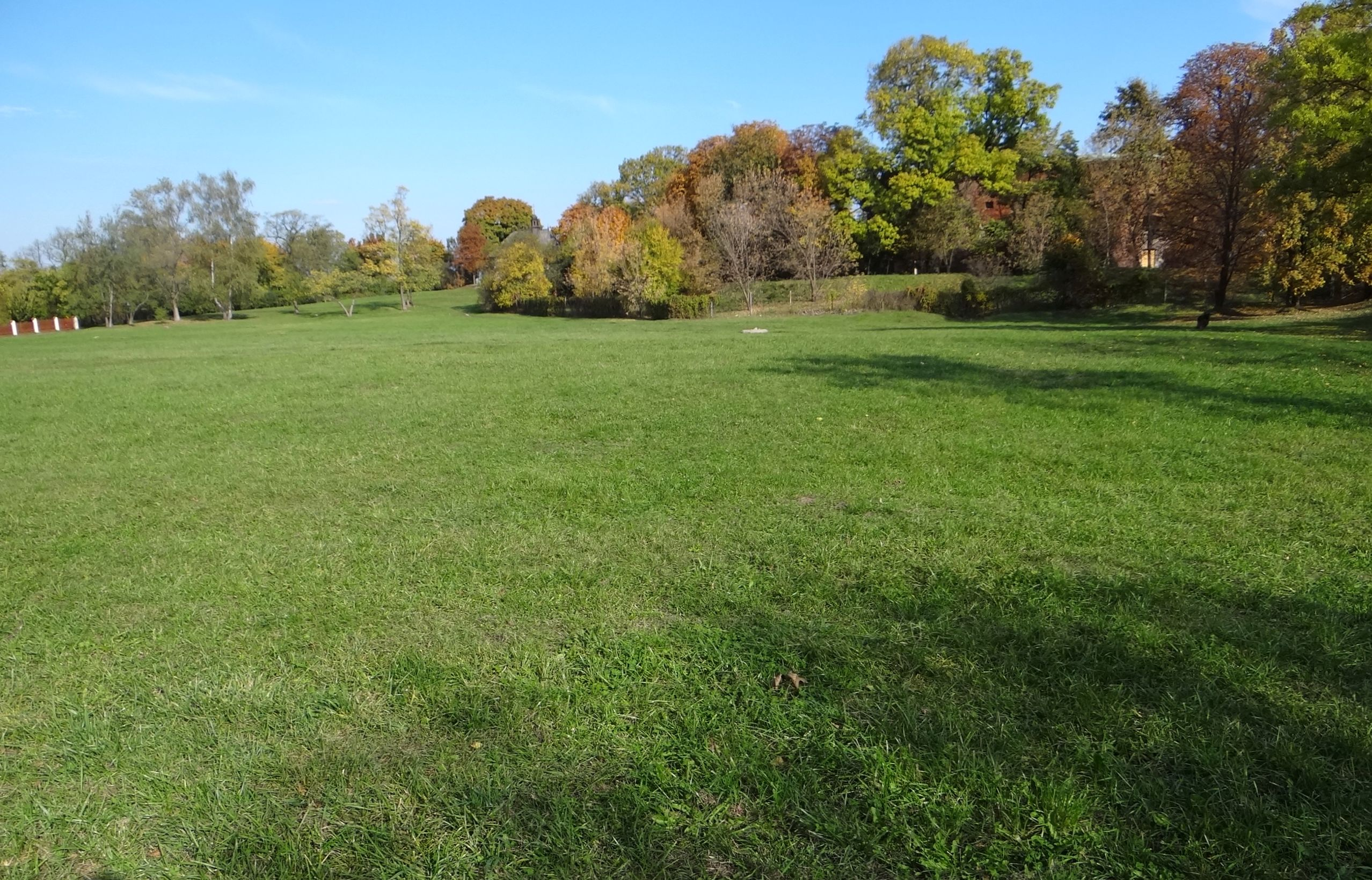
Szczytowe partie wzgórza
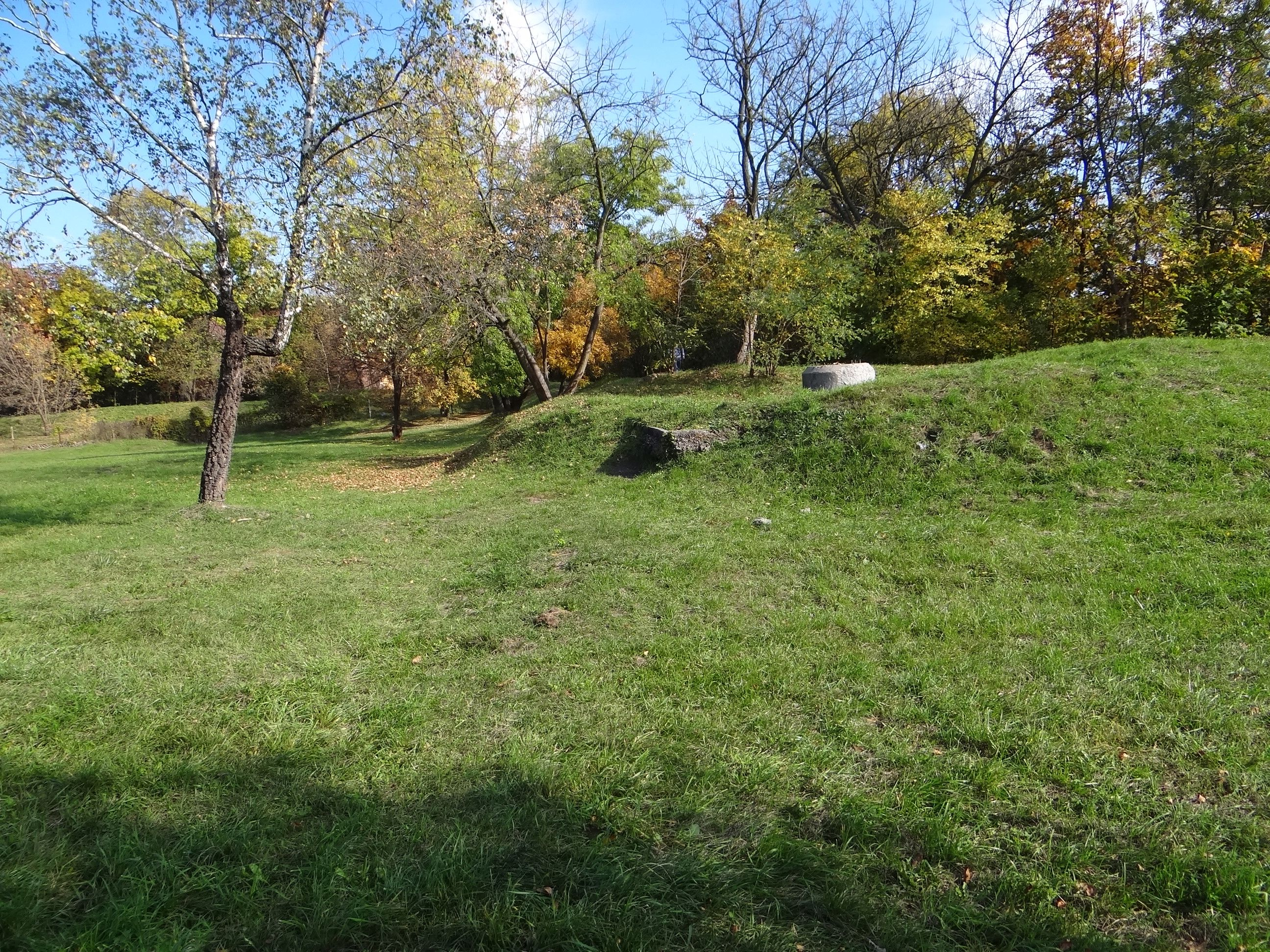
Szczytowe partie wzgórza
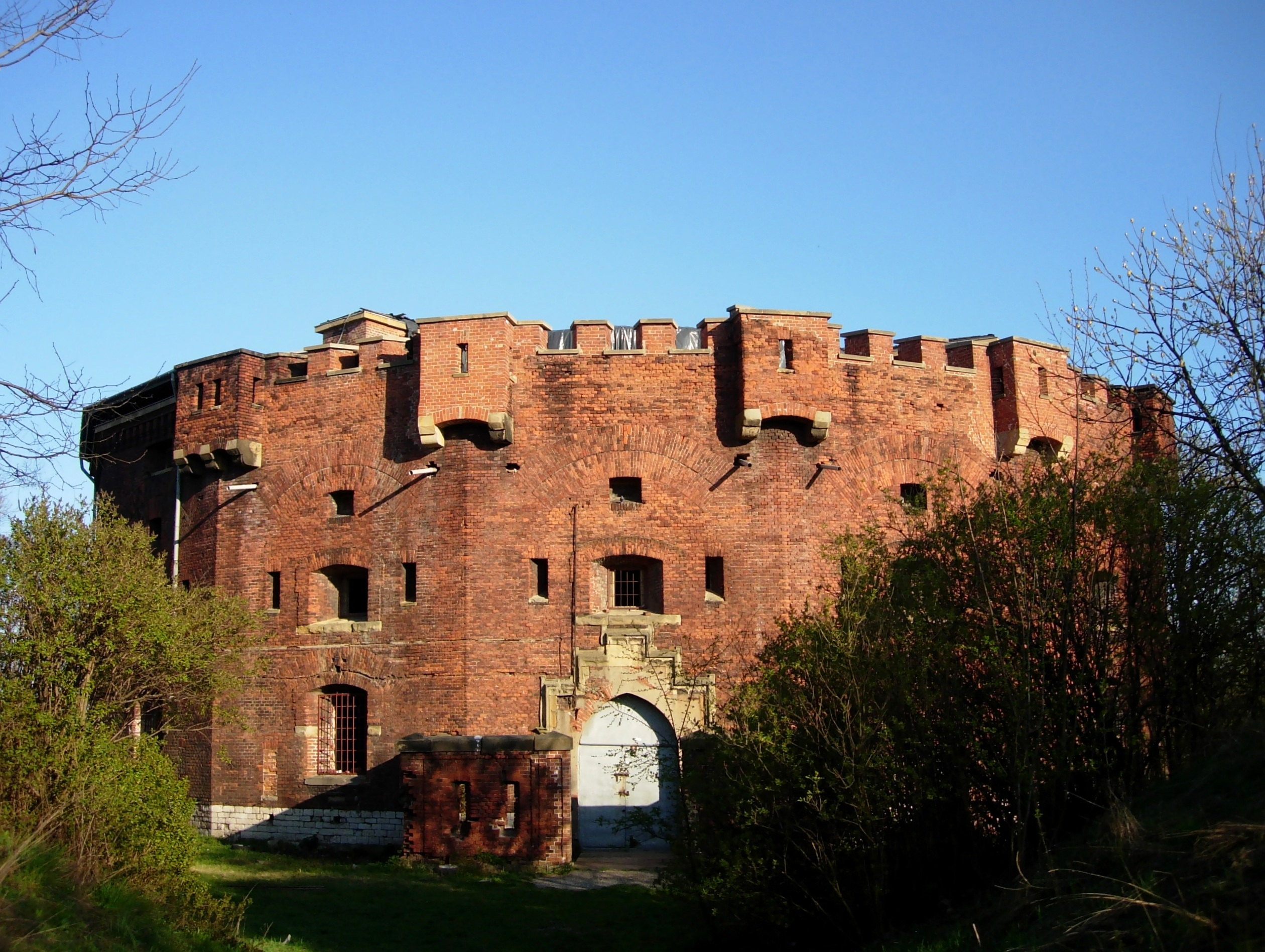
Fort „Benedykt”
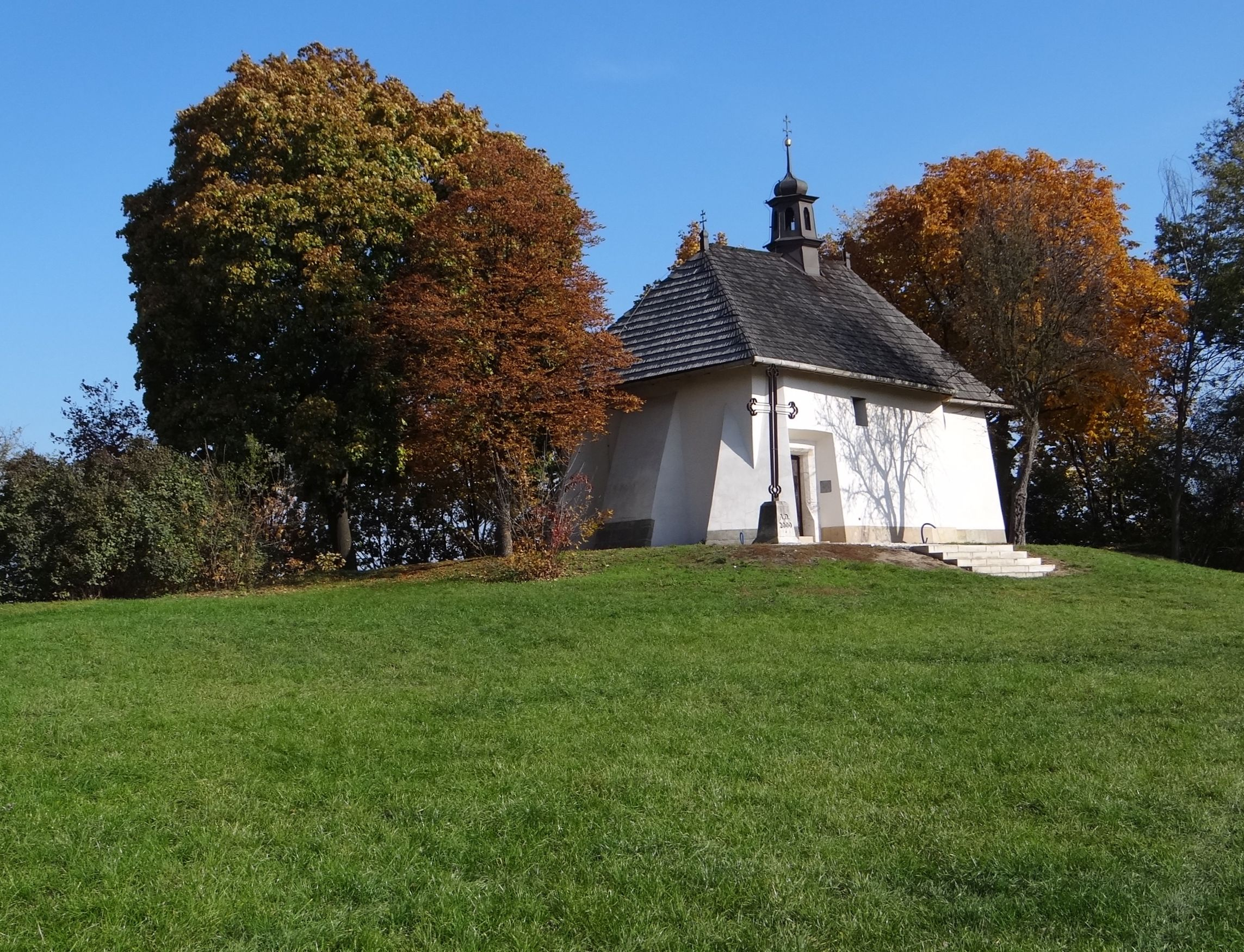
Kościół św. Benedykta